# Eduard Cürten
Eduard Cürten (ur. 1908, data śmierci nieznana) – zbrodniarz nazistowski, członek załogi niemieckiego obozu koncentracyjnego Mauthausen-Gusen i SS-Unterscharführer.
Z zawodu rzeźnik. Członek NSDAP (od 1933) i Waffen-SS. Od czerwca do listopada 1944 kierował szpitalem dla więźniów w Florisdorf, podobozie KL Mauthausen. Według więźniów obozu, którzy zeznawali w powojennym procesie Cürtena, uczestniczył on wraz z innymi esesmanami w egzekucjach więźniów polskich.
Został osądzony w procesie US vs. Eduard Cürten przez amerykański Trybunał Wojskowy w Dachau w dniach 2–4 kwietnia 1947. Postawiono mu zarzuty udziału w zamordowaniu trzech więźniów narodowości polskiej. Cürten został wprawdzie uniewinniony z pierwszego z zarzutów, ale uznano go za winnego dwóch pozostałych i skazano na dożywotnie pozbawienie wolności. Na podstawie rewizji wyroku z dnia 15 stycznia 1948 uwolniono Cürtena również od pozostałych zarzutów, uznając iż zeznania świadków nie są wiarygodne. Karę dożywotniego więzienia unieważniono.